# 安娜·利奧波多芙娜
安娜·利奧波多芙娜（俄語：Анна Леопольдовна，1718年12月18日—1746年3月19日），本名梅克倫堡-施威林的伊丽莎白·凯瑟琳·克里斯汀，又叫安娜·卡洛夫娜，在1740年至1741年为婴儿期的儿子俄罗斯沙皇伊凡六世的攝政。

## 生平

### 早年
伊丽莎白·凯瑟琳·克里斯汀是梅克倫堡-施威林公爵卡爾·利奧波德與伊凡五世长女葉卡捷琳娜·伊萬諾芙娜的女兒。葉卡捷琳娜的父亲伊凡五世是沙皇彼得大帝的哥哥和共治者，但由于他智力有问题不适合统治，所有的权力都掌握在彼得大帝手中，彼得大帝就像葉卡捷琳娜的父亲一样，只要他活着，就会照顾她的利益。
伊丽莎白的母亲葉卡捷琳娜是卡尔·利奥波德公爵的第三任妻子，卡尔·利奥波德公爵在每次结婚都不到两年的情况下，与前两任妻子离婚。葉卡捷琳娜是唯一一个给他生下一个存活孩子的妻子，伊丽莎白就是他的独生女。1721年，伊丽莎白三岁时，她的母亲第二次怀孕，但孩子还是死胎。这时，她父母的婚姻陷入了困境，1722年，葉卡捷琳娜带着女儿回到了叔父彼得大帝的宫廷。伊丽莎白因此在俄罗斯长大，与父亲几乎没有联系。
1730年，罗曼诺夫皇朝最后的一位男性成员沙皇彼得二世未婚去世，皇朝也随之绝嗣。俄罗斯枢密院就邀请谁登基展开辩论，伊丽莎白的母亲葉卡捷琳娜是被考虑的候选人之一。然而，因为一些原因，由她的妹妹安娜·伊万诺夫娜继位，即史称的俄罗斯的安娜女沙皇。新女沙皇是一个没有孩子的寡妇，伊丽莎白是葉卡捷琳娜的独女。因此，她在宫中的地位很重要。

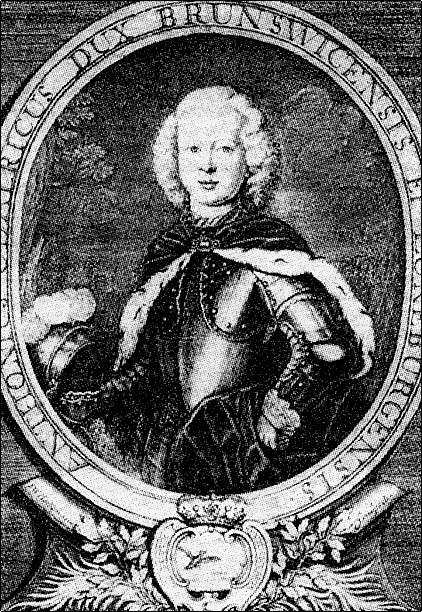
安东尼·乌尔里希

1733年，伊丽莎白皈依俄罗斯东正教，取名安娜·利奥波多芙娜，这是致敬她的姨妈安娜女沙皇和她的父亲梅克伦堡-施韦林公爵卡尔·利奥波德。她皈依东正教的信仰使她成为可被接受的皇位继承人，但她从未被姨妈宣布为真正的继承人。

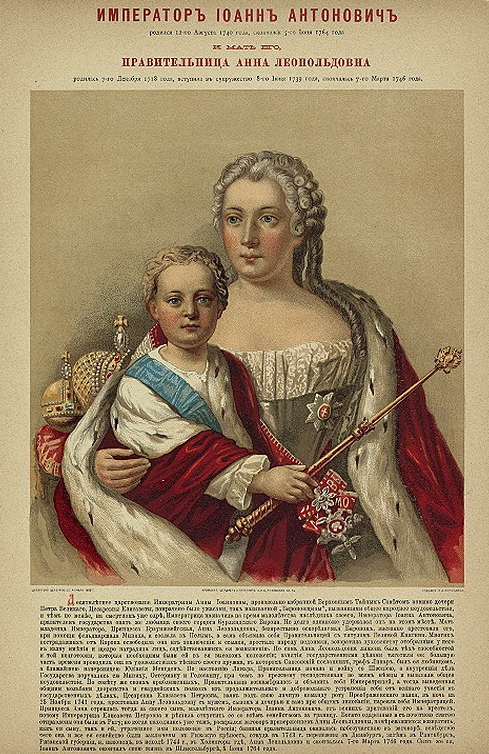
安娜·利奥波多芙娜和她的儿子伊凡六世

1739年7月3日，安娜·利奥波多芙娜嫁给了不伦瑞克-沃尔芬比特爾公爵斐迪南·阿尔布雷希特二世的次子安东尼·乌尔里希（1714年—1774年）。安东尼·乌尔里希自1733年起就住在俄罗斯，以便他和他的新娘能更好地了解彼此。他之所以能够做到这一点，是因为他是不是长子，不可能被要求承担起统治他父亲的公国的责任。这两种情况都清楚地表明，安娜皇后打算让她的外甥女继承她的皇位，并为此奠定基础，她选择了一个出身和处境都合适的丈夫，并在结婚前近距离观察了他好几年。
1740年10月5日，安娜女沙皇收养了他们刚出生的儿子伊凡，并宣布他为俄罗斯皇位的继承人。28日，就在这一声明发表后的几个星期，安娜女沙皇去世了，留下了关于继承权的指示，并任命她最爱的库尔兰公爵恩斯特·比隆为摄政。
然而，在比隆威胁要把安娜和她的丈夫驱逐到德国之后，她几乎没有什么困难就与陆军元帅慕尼黑的布尔哈尔德·克里斯托夫合作推翻了他。政变成功了，她于俄历11月8日就任摄政，获得了女大公的头衔。陆军元帅亲自在比隆的公寓里逮捕了比隆，在那里，曾经暴虐的比隆可耻地跪着乞命。

### 摄政
安娜对与她打交道的人的性格知之甚少，对俄罗斯政府的惯例和政治更是知之甚少，很快就和她的主要支持者吵了起来。
根据《俄罗斯历史词典》，当发现军方收到的新制服质量低劣时，她下令对制衣业进行调查。当调查发现不人道的劳动条件时，她颁布法令，规定该行业的最低工资和最高工作时间，并在每个制衣厂建立医疗设施。在瑞典向其政府宣战后，她还主持了俄罗斯军队在芬兰维尔曼斯特朗战役中的辉煌胜利。
她有一个很有影响力的宠儿，孟登的朱莉娅。安娜的爱情生活花费了很多时间，因为安娜与萨克森大使莱纳伯爵莫里茨和她的侍女朱莉娅同时卷入了所谓的“激情”事件。安娜的丈夫尽了最大的努力忽视这件事。成为摄政之后，安东尼被边缘化，被迫睡在另一个宫殿，而安娜则带着莫里茨或朱莉娅，可能两者都和她上床。有时安东尼会抱怨被“戴绿帽子”，但他总是被打发走。
有一次，安娜提议让莫里茨娶朱莉娅，以便把世界上最亲近的两个人团结在一起。摄政与朱莉娅的关系在俄罗斯引起了极大的反感，尽管法国历史学家亨利·特洛亚特写道，在圣彼得堡的许多自由主义中，安娜的“性折衷主义”把一个男人和一个女人都当作她的情人，这被视为安娜思想开放的一个标志。
更令人痛心的是，许多俄罗斯精英认为，安娜在22岁的时候还太年轻和不成熟，不可能成为俄罗斯的摄政，她全神贯注于与莫里茨和朱莉娅的关系而牺牲了对俄罗斯的统治，这使她对国家构成了威胁。
特罗亚特形容安娜是一个“懒散的白日梦者”，她早上在床上读小说，下午才起床，喜欢在公寓里闲逛，几乎不穿衣服，头发也没理；安娜喜欢把政府工作交给波罗的海的德国贵族，这引起了俄罗斯贵族的强烈不满，他们不是第一次也不是最后一次抱怨有不成比例的波罗的海的德国人担任要职。
陆军元帅的儿子霍夫迈斯特勋爵欧内斯特这样写道：
“至于她的外表，她身材中等，身材魁梧，身材丰满，头发深色，虽然不经常烫发，但文雅高贵。她穿着华丽，品位很好。她从不遵循头发清洁的时尚，而是她自己的发明，在大多数情况下她没有清理到脸部。”
安娜统治期间与瑞典断绝关系，1739年的《貝爾格勒和約》得到确认。朴特开始承认俄罗斯君主为皇帝。安娜住在夏园的彼得大帝夏宫，她在隔壁房子里安顿了她最喜欢的莫里茨，在晚上见他。

### 晚年
1741年12月，彼得大帝的女儿叶丽萨维塔公主得到卫兵的支持后率他们反抗。由于安娜政府亲奥亲英的政策，政变得到了法国和瑞典大使的支持，战胜了微不足道的反对派。先前瑞典对俄宣战，也是为了推翻安娜。法国驻圣彼得堡大使切塔尔迪侯爵深入策划了叶丽萨维塔的政变，并贿赂了众多帝国卫队官员支持政变。安娜曾不止一次被告知密谋者的计划，但她并不重视这些报告，完全依赖于叶丽萨维塔“姐妹”般的友情，忙于准备莫里茨和朱莉娅的婚事。
胜利的政权首先将这一家人囚禁在里加附近的道加格里伐要塞，然后是恰普雷金，然后将他们流放到北德维纳河上的霍尔莫戈雷。安娜最终于1746年3月19日死于产褥热，那是在她儿子阿列克谢出生9天后，她在监狱里呆了4年多。她的尸体被转移到首都，庄严地埋葬在亚历山大·涅夫斯基修道院天使报喜教堂。
她的家人继续在监狱里呆了很多年。又过了18年，她的儿子伊凡六世于1764年7月16日在什利塞尔堡要塞被谋杀，而她的丈夫安东尼·乌尔里希在监狱里又呆了10年后于1774年5月4日在霍尔莫戈雷去世。她的其余四个孩子（叶卡捷琳娜、叶丽萨维塔、彼得和阿列克谢）于1780年6月30日出狱，交由他们的姑姑、丹麦王太后不伦瑞克-沃尔芬比特爾的朱莉安娜·玛丽亚看管，并定居日德兰，在那里，他们在朱莉安娜的监护下，由叶卡捷琳娜二世提供支出，在霍尔森斯舒适地度过余生。他们中最年长的在只有几个月大时就和她的家人被关进了监狱；另外三个是在囚禁中出生的。因此，他们不习惯社会生活，即使在获得自由之后，他们也很少或根本不与自己的小“朝廷”外的人接触。这个小“朝廷”约有四五十人，除了牧师以外，都是丹麦人。他们没有一个结过婚或留下后代。

## 家庭

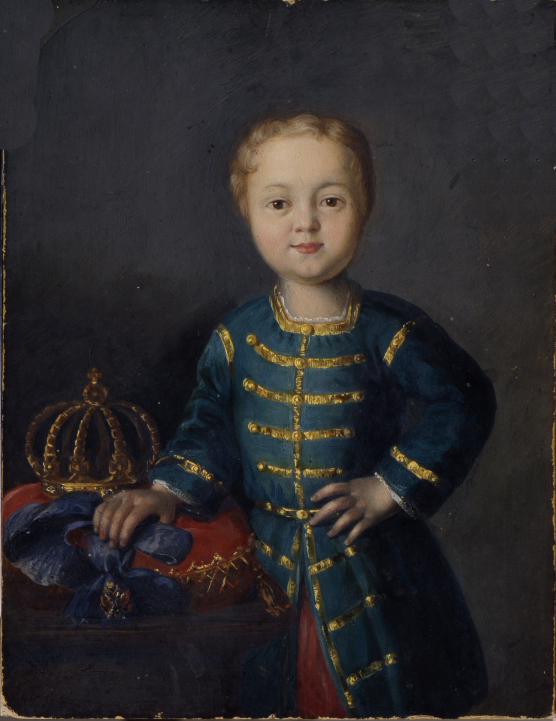
伊凡六世

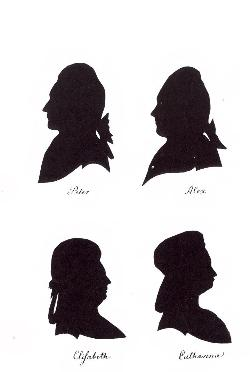
她在霍森斯的四个较年幼孩子彼得、阿列克谢、叶丽萨维塔和叶卡捷琳娜的剪影

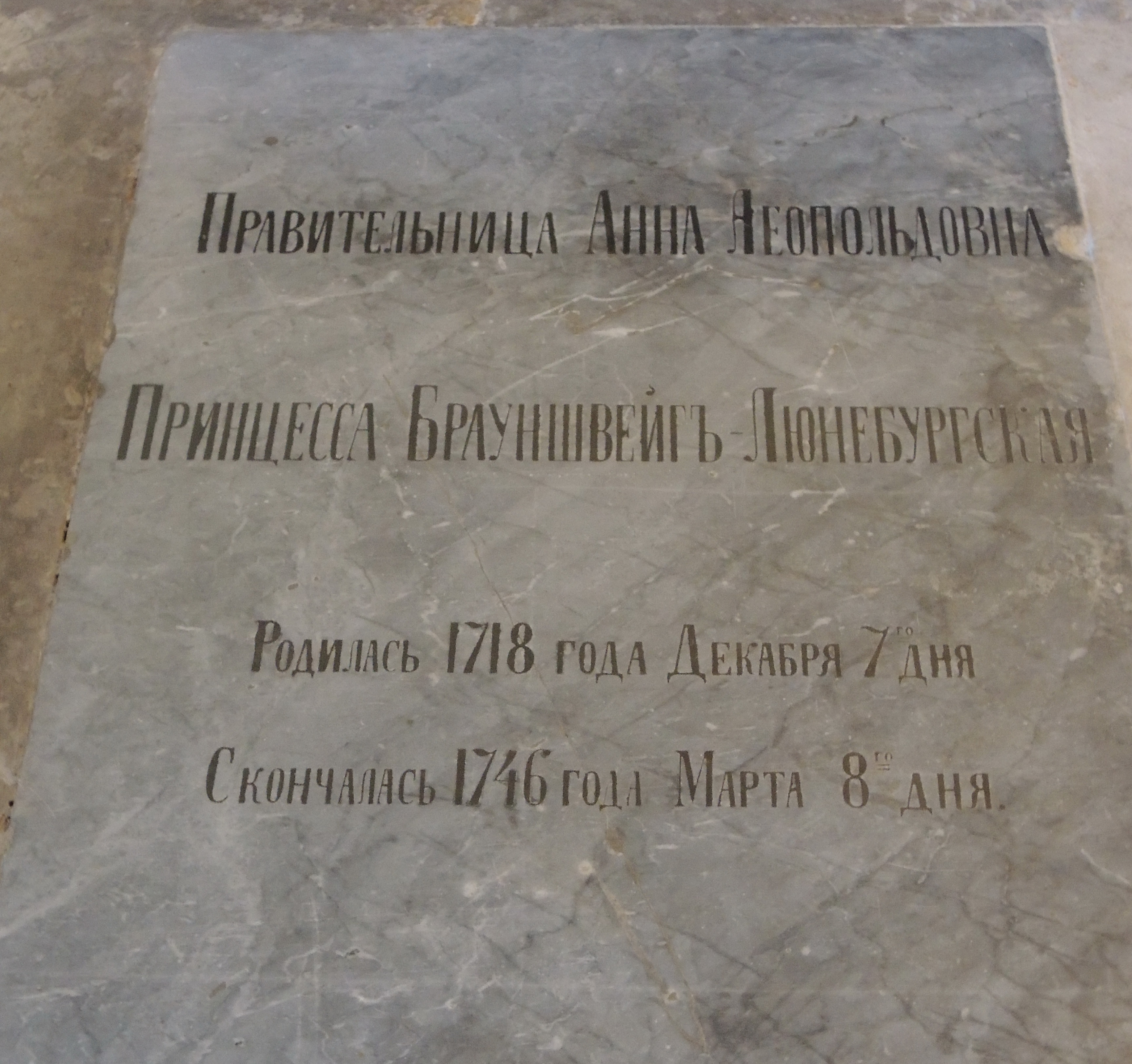
亚历山大·涅夫斯基修道院（圣彼得堡）天使报喜教堂的墓碑

1739年，安娜與不倫瑞克的安東尼·烏爾里希結婚，兩人共有3子2女：
1. 伊凡（1740年—1764年），1740年至1741年被立為俄羅斯沙皇（稱伊凡六世）
2. 葉卡捷琳娜（1741年—1807年）
3. 叶丽萨维塔（英语：Elizabeth Antonovna of Brunswick）（1743年—1782年）
4. 彼得（英语：Peter Antonovich of Brunswick）（1745年—1798年）
5. 阿列克謝（英语：Alexei Antonovich of Brunswick）（1746年—1787年）